# Stjepan Praska
Stjepan Praska war zwischen 1035 und 1058 unter König Stjepan I. der fünfte Ban des Königreiches Kroatien.
Nach der Chronik des Archidiakon Goricensis Johannes wurde er von König Stjepan I. um 1035 (nach seinen militärischen Expeditionen in den Osten) zum Ban ernannt, wodurch er Božeteh als kroatischen Ban ersetzte.
Zu einem unbekannten Zeitpunkt zwischen 1035 und 1042 verlieh ihm der byzantinische Kaiserhof den Titel eines Protospatharios, wodurch er Einfluss auf das Thema Dalmatien gewann.
Ein Dokument aus dem Jahr 1042 belegt, dass Stjepan Praska gemeinsam mit seiner Gemahlin Maria dem Kloster Crisogni Land stiftete.
Er residierte in Zadar.